# Remembrance Days
Remembrance Days è il secondo album del gruppo musicale britannico The Dream Academy, pubblicato dalla Blanco y Negro Records e dalla Reprise nel 1987.

## Descrizione
Pubblicato dapprima in LP e musicassetta e più tardi stampato su CD, il secondo album dei Dream Academy prosegue il discorso musicale iniziato con lusinghiero successo due anni prima con il primo omonimo album, stavolta prodotto da Hugh Padgham, Patrick Leonard, Richard Dashut e Lindsey Buckingham, oltre che da Laird-Clowes.
Nonostante recensioni piuttosto favorevoli, non ebbe però successo come l'album precedente: entrò nelle posizioni basse della Billboard Hot 200 statunitense (alla n. 181) mentre nel Regno Unito non entrò neanche in classifica. Inciso negli studi della Allied Record Company e masterizzato alla Sheffield Lab Matrix, venne stampato dalla Reprise anche in Germania, Italia, Canada e Giappone, dove il gruppo aveva un certo seguito.
| Recensione | Giudizio |
| ---------- | -------- |
| AllMusic   |          |

Composto da undici brani, dall'album vennero ricavati, come quello precedente, quattro singoli: Indian Summer, che era quello trainante, The Lesson of Love, Power to Believe ed Everybody's Got to Learn Sometime (pubblicato soltanto in Canada), cover del brano dei Korgis, il quale inizialmente non doveva far parte dell'album, e venne incluso da Lindsey Buckingham all'ultimo momento. Per questo motivo, il brano venne eseguito dal gruppo nella sua camera da letto mentre il rullante era suonato nella stanza del bagno.
Vennero realizzati due video musicali dei brani dell'album, quelli di Indian Summer – che ebbe una suggestiva location a Hyannis Port in uno chalet in riva al mare – e di The Lesson of Love.

## Brani
Il brano d'apertura, Indian Summer, racconta delle sensazioni di fine estate con una strumentazione classica simile al precedente brano Life in a Northern Town, con il ritornello e il finale che evidenzia canti degli indiani nativi americani e una ritmica più evidenziata. The Lesson of Love venne composto da Laird-Clowes in sole ventiquattr'ore nella casa di uno dei produttori, Patrick Leonard.
Power to Believe venne utilizzato, nella sua versione strumentale, nel film Un biglietto in due con Steve Martin e John Candy, nonostante la colonna sonora del film contenesse quella cantata. La versione strumentale del brano verrà poi inclusa nel 2014 nell'antologia con inediti The Morning Lasted All Day: A Retrospective. Il brano finale dell'album, In Exile, venne ispirato a Laird-Clowes dalla lettura di un articolo di Village Voice sul fotografo cileno Rodrigo Rojas, torturato e ucciso nel 1986 durante le manifestazioni di protesta contro il regime dittatoriale di Augusto Pinochet.

## Tracce
Lato A
1. Indian Summer – 4:56 (Nick Laird-Clowes, Gilbert Gabriel)
2. The Lesson of Love – 4:40 (Nick Laird-Clowes, Patrick Leonard)
3. Humdrum – 4:18 (Nick Laird-Clowes)
4. Power to believe – 5:15 (Nick Laird-Clowes, Gilbert Gabriel)
5. Hampstead Girl – 3:42 (Nick Laird-Clowes, Gilbert Gabriel)
6. Here – 4:24 (Nick Laird-Clowes, Gilbert Gabriel)

Durata totale: 27:15
Lato B
1. In the Hands of Love – 4:49 (Nick Laird-Clowes, Gilbert Gabriel)
2. Ballad in 4/4 – 3:59 (Nick Laird-Clowes)
3. Doubleminded – 3:53 (Nick Laird-Clowes)
4. Everybody's Got to Learn Sometime – 3:43 (James Warren)
5. In Exile (For Rodrigo Rojas) – 6:42 (Nick Laird-Clowes, Gilbert Gabriel)

Durata totale: 23:06

## Formazione
I crediti sono ripresi dalla pubblicazione originale.

### Componenti dei The Dream Academy
- Gilbert Gabriel – tastiere, voce
- Nick Laird-Clowes – chitarre, armonica, voce
- Kate St John - pianoforte, sax tenore, oboe, corno inglese, fisarmonica

### Musicisti aggiunti
- Guy Pratt – basso
- Jerry Marotta – batteria in Doubleminded
- Ben Hoffnung – percussioni
- Muzzy Ismail – percussioni in Indian Summer
- Paul Carrack – pianoforte in In the Hands of Love
- Paul Brook – batteria in The Lesson of Love
- Larry Fast – tastiere in Hampstead Girl e Doubleminded
- Nicky Holland – tastiere in Hampstead Girl e Ballad in 4/4, sintetizzatori in In the Hands of Love
- Adam Peters – violoncello elettrico in In Exile (For Rodrigo Rojas)
- Andrew Williams, David Williams, John David Souther, Michael Ostin, Lindsey Buckingham – coro in Indian Summer
- Derek Adams, June Montana – coro in The Lesson of Love e In the Hand of Love

## Classifiche
| Classifica  | Posizione |
| ----------- | --------- |
| Stati Uniti | 181       |